# С трабант из Африка
„С трабант из Африка“ (на чешки: Trabantem napříč Afrikou) е чешки документален филм от 2011 г. на чешкия журналист и пътешественик Дан Пржибан. Премиерата на филма е през 2011 г. В България е прожектиран за първи път на 20 януари 2014 г. в кино Одеон по време на VI фестивал на киното от Близкия изток и Северна Африка.
Филмът проследява пътешествието на шестимата чехи Давид Новотни, Ян Мартин Козел, Алеш Юнгбауер, Павел Шимек и Клара Хандрейхова и Дан Прибан от Тунис до нос Добра Надежда в Република Южна Африка. Разстоянието от около 20 000 km се изминава с помощта на два трабанта модел 601 комби за три месеца през 2009 г. Идеята за пътуването се заражда през 2006 г., но поради липса на джипове „Лендроувър“, се осъществява с трабанти.
Експедицията тръгва от Прага, в Генуа с помощта на ферибот достига до Тунис. Преминават през Либия и Египет. В Кайро, поради техническа неизправност, остават три седмици. След това продължават през Судан, Етиопия, Кения, Танзания, Замбия, Ботсвана, Намибия и достигат до Република Южна Африка. Общото измито разстояние е 19 201 km. Изразходваното гориво е 2389 литра бензин и 60 литра машинно масло. Средната консумация на гориво е 6,5 l/100 km. Средно на ден са изминавани по 385 km.